# Ocotea pacifica
Ocotea pacifica är en lagerväxtart som beskrevs av Van der Werff. Ocotea pacifica ingår i släktet Ocotea och familjen lagerväxter. Inga underarter finns listade i Catalogue of Life.